# Los labios
Los labios è un film del 2010 diretto da Iván Fund e Santiago Loza.

## Riconoscimenti
- 2010 - Festival di Cannes
  - Prix d’interprétation féminine sezione Un Certain Regard